# فتورانه
فتورانه شهری در شهرستان بورزانگا در استان بام در بورکینافاسوی شمالی است و جمعیت آن ۳۸۰ نفر است.